# Campagnes en Italie
 (janvier 2009).
Les campagnes jouent un rôle important en Italie. En effet, après avoir été un pays rural, l'Italie va se moderniser inégalement au XIXe siècle. Cela explique en partie des clivages persistants au sein du pays : schématiquement entre un Nord industriel et plus riche et un sud plus paysan et moins prospère.

## Les campagnes dans les évolutions politiques et sociales de l'Italie du premierXIXesiècle
Le monde rural italien a — selon Gilles Pécout, l'historien de référence concernant ce sujet — longtemps été victime de clichés positifs ou négatifs, de l'image de pauvreté extrême et d'immobilisme. Il insiste sur les préjugés à ne pas avoir : une unité du monde paysan, un isolement à relativiser, des valeurs paysannes qu'on retrouve aussi à la ville.
Les marques des évolutions politiques et sociales ne sont donc pas absentes de la campagne, et elle n'est pas pilotée de la ville, si bien qu'elle a aussi une influence dans le pays. L’« ordre éternel des champs », ajoute beaucoup, n'est pas une réalité. Cependant, il faut nuancer le propos, car l'évolution italienne sera beaucoup plus lente que dans le reste de l'Europe (du Nord notamment).
La situation économique des campagnes en Italie est désastreuse tout au long du XIXe siècle. Encore aujourd'hui, une rupture existe entre Italie du Nord fortement industrialisée et Italie du Sud plus rurale et endormie, telles que les a décrites dans une opposition binaire Gramsci, d'où des mouvements séparatistes tels que la ligue du Nord. Mais il s'agit des évolutions politiques et sociales dont nous allons parler, conséquences directes des mauvaises conditions économiques que la péninsule italienne et les îles italiennes connaissent dans la période que nous étudions, le premier XIXe siècle qui court de la campagne d'Italie à la fin de la première phase du Risorgimento. La politisation peut en effet jouer le rôle d'intégrateur au sein de la démocratisation libérale et de la nation.

### Un sombre tableau

#### Disparités et influences
La société italienne est, à cette époque, divisée en deux strates séparées : la classe dirigeante et la paysannerie. Il faut parler des deux : il n'y a pas que des paysans à la campagne. La classe dirigeante à la campagne (possidenti) et l’Église influencent en effet les paysans (cf. Le Guépard, même si hors-période), et pour comprendre les campagnes italiennes à cette époque, il nous faut une vue d'ensemble.

#### Des campagnes extrêmement pauvres
La paysannerie donc constitue la majeure partie de la population et dont « le sort est aussi immuable que le système d'économie rurale dont il est la conséquence ». On chôme beaucoup : les journaliers (braccianti) n'arrivant souvent pas à travailler plus de 6 mois par an en cumulant leurs journées de travail, les petits fermiers sont à la merci de n'importe quel aléa (sécheresse) et leurs fermes ne permettent pas parfois leur simple autosubsistance. Ils vivent sous la menace de l'expropriation. Être métayer n'est guère plus rentable au vu des rendements. Ni viande, ni lait, on se nourrit de galettes ou de polenta faites à partir du peu de grain dont on dispose. On en est même réduit à chercher la chaleur dans les étables l'hiver.

#### Des paysans dépendants
Plusieurs cas de figure : soit l'on est journalier, et donc à la merci des propriétaires des latifundia, soit l'on est permanent dans ces latifundia et l'on vit un peu mieux mais toujours à la merci du propriétaire, soit encore on possède sa propre parcelle de terre —trop petite — et l'on lutte pour survivre (voir plus haut) face aux créanciers. Il se trouve donc deux possibilités : l'exode rural vers des villes peu accueillantes et déjà saturées ou la révolte. Ainsi on assiste à des pillages, destruction de registres et occupations qui sont sans « signification politique précise ». Garibaldi a d'ailleurs su exploiter ces révoltes face au pouvoir des Bourbons, mais n'hésitera pas à les écraser pour rassurer les propriétaires.

#### Une forte concentration des terres
Mais revenons dans la période qui nous intéresse. D'un point de vue foncier maintenant: en effet, même si les chiffres sont postérieurs, ils permettent d'avoir un aperçu assez fidèle des conditions : 50 % des terres appartiennent à 8 nobles et 30 % sont soumis à la mainmorte. Cela corrobore la problématique des latifundia.

#### Une impossibilité de s'exprimer par des voies classiques
Si l'on considère l'aspect politique, le suffrage universel n'a été instauré qu'à partir des lois de 1912 et 1919, bien après l'Italie du premier XIXe siècle. Les campagnes, pour jouer un rôle dans les évolutions politiques et sociales, ont dû trouver des dérivatifs (discussions publiques). Selon Gilles Pécout, les libertés politiques acquises (de presse, d'association et de réunion) n'ont en outre pas été expliquées à la « classe contadina ». Ainsi également, Sereni affirme que les paysans ont été mis de côté lors de l'Unité, la fin des pratiques féodales profitant à la bourgeoisie.

### Le redémarrage

#### Une meilleure éducation
Dans les années 1830-1840, les élites pré-unitaires rêvent d'une économie unifiée qui passe par la modernisation des campagnes. Cette modernisation est menée via l'éducation agraire.

#### La modernisation
Durant les années 1840-1850, mise en place d'une irrigation systématique, de la fertilisation chimique et de la mécanisation en Toscane, Lombardie et Piémont (c'est-à-dire principalement au Nord) favorisée par les mairies et les grands propriétaires
Il y a hausse des prix agricoles dans le Nord. Le Sud n'en profite presque pas, tout comme de la modernisation citée ci-dessus.

### Manuels et ouvrages généraux
- Serge Bernstein et Pierre Milza, L'Histoire du XIXe siècle, Hatier, Paris, 1996

### Ouvrages spécialisés
- Sous la direction de Michel Pigenet et Gilles Pécout, Campagnes et Sociétés en Europe 1830-1930, Les Éditions de l'Atelier, 2005
- Gilles Pécout, Politisation et transition étatique dans les campagnes toscanes du Risorgimento, in Les Actes du Colloque international du 20-22 février 1997 à Rome